# Sante Uberto Barbieri
Sante Uberto Barbieri (Dueville, Italia, 2 de agosto de 1902 – Buenos Aires, 13 de febrero de 1991) fue un obispo italiano de la Iglesia Metodista, trabajo de la Iglesia en Argentina, Bolivia y Uruguay.

## Biografía

### Niñez y juventud
El Obispo Sante Uberto Barbieri nació en Dueville, Provincia de Vicenza, al norte de Italia. Sus padres fueron Sante Barbieri y María Luisa Zanzotto. En su infancia vivió en Suiza y en Alemania; cuando tenía 9 años, sus padres se mudaron a Brasil. Allí asistió a la escuela primaria y secundaria. 

### Iglesia Metodista
Cuando tenía 20 años, se unió a la Iglesia Metodista como uno de sus miembros, en Passo Fundo, RGS.
En 1923 en el empate de la Reunión de la Conferencia Anual de la Iglesia Metodista, fue aceptado como pastor de la Conferencia Anual de la Iglesia Metodista del Sur en Brasil. 
En 1924 se casó con Odette de Oliveira, de Minas Gerais; se convirtieron en padres de cuatro hijos: 1 hija y 3 hijos. El mismo año comenzó sus estudios en el Seminario Teológico Metodista en Porto Alegre, Brasil. 
En 1929, en compañía de su esposa y sus dos hijos mayores, viajó a los Estados Unidos para realizar estudios de postgrado en la Universidad Metodista de Dallas, Texas y en la Universidad de Emory, Atlanta, obteniendo los grados B.A., MA. y B.D. Fue galardonado con el Distinguished Alumni Award y el LLD Honorary degrees de la Southern Methodist University, así como Doctor of Human Letters, título honorífico de la Universidad de Emory.
Regresó a Brasil en 1933 donde fue nombrado párroco de la Iglesia Metodista Central en Porto Alegre, así como Profesor y Decano del Seminario Teológico Metodista del Sur de Brasil en la misma ciudad.
En 1939 fue transferido a la región del Río de la Plata (Argentina y Uruguay) para enseñar en el Seminario Teológico de la ciudad de Buenos Aires. 
En 1942 fue nombrado párroco de la Iglesia Metodista Central de Buenos Aires; en 1948 fue elegido Decano del Seminario Metodista de Buenos Aires, Argentina. Fue elegido Obispo de la Iglesia Metodista por la Conferencia Central Latinoamericana, celebrada en Buenos Aires, en 1949. Como Obispo, tuvo que supervisar la empresa Metodista religiosa en 3 países latinoamericanos: Argentina, Bolivia y Uruguay.. Fue reelegido Obispo por cuatro períodos consecutivos de 4 años. Fue invitado por el Consejo de Obispos de la Iglesia Metodista Unida para continuar ejerciendo la actividad episcopal por un año más. Después de eso, fue nombrado obispo de la Iglesia Metodista en Perú.
El Obispo Barbieri fue vicepresidente de las Iglesias Mundiales de Educación Cristiana y Escuela Dominical de Nueva York hasta su fusión con el Consejo Mundial de Iglesias. En 1949 fue presidente de la Primera Asamblea de Iglesias Protestantes de América Latina. En 1952 sirvió como capellán en las reuniones del Comité ampliado del Concilio Misionero Internacional en Willingen, Alemania. También asistió a muchas asambleas ecuménicas y misioneras como delegado, además de impartir conferencias en colegios y universidades, principalmente en los EE. UU.
Barbieri obtuvo títulos de Bachelor, Master y Divinity de Southern Methodist University. También obtuvo una maestría de la Universidad Emory. Antes de su elección al Episcopado, el Reverendo Barbieri sirvió en Brasil y Argentina. En 1954, el obispo Barbieri también fue uno de los seis presidentes elegidos por un período de siete años en el Consejo Mundial de Iglesias.
En 1950 dio conferencias en la Universidad Metodista del Sur, Dallas, TX en Randolph Macon College, Ashland, VA y en el Seminario Teológico de la Unión en Cuba. En la Asamblea del Consejo Mundial de Iglesias que se reunió en Evanston, Illinois en 1954, fue elegido como uno de los seis Presidentes del Consejo Mundial de Iglesias. El Obispo Barbieri fue el primer hombre latinoamericano elegido para cumplir con esta gran responsabilidad. Fue un trabajo que ocupó hasta que la Tercera Asamblea se reunió en la India en 1961. En esta Asamblea, fue elegido como miembro del Comité Ejecutivo y del Comité Central del Consejo Mundial de Iglesias hasta 1968. En relación con este trabajo, viajó mucho por los cinco continentes, predicando y dando conferencias. Fue uno de los pioneros de América Latina en abrir el camino para que otros latinoamericanos participen activamente en la misión del Consejo Mundial de Iglesias. La Oficina Central del Consejo Mundial de Iglesias tiene su sede en Ginebra, Suiza.
En 1969, el Obispo Barbieri presidió las Primeras Sesiones de Delegados de las Iglesias Metodistas en América Latina para constituir el Consejo de Iglesias Evangélicas Metodistas de América Latina (Consejo de Iglesias Evangélicas Metodistas de América Latina). En este momento, fue elegido Primer Secretario Ejecutivo, cargo en el que se desempeñó hasta 1978.
Entre 1969 y 1973 presidió la organización de las Iglesias Metodistas en Argentina, Bolivia, Costa Rica, Panamá, Perú y Uruguay para convertirse en Iglesias Metodistas autónomas. Debido a su trabajo episcopal en Bolivia durante muchos años, en 1969 el gobierno boliviano le otorgó la Orden del Cóndor de Los Andes en el grado Comendador.
Desde 1938, el Obispo Barbieri fue miembro de la Academia de Letras de Rio Grande, Brasil. Hasta 1983.

### Retiro y fallecimiento
Se retiró como Obispo activo en 1970. Luego se dedicó a dar conferencias, predicar y escribir. 
Desde 1953 el Obispo Barbieri estableció su residencia en Ciudad Jardín Lomas del Palomar en la Provincia de Buenos Aires, Argentina, Tuvo cuatro hijos, Stelvio, nacido en Buenos Aires, Livio, nacido en Dallas, Texas, Flavio, nacido en Porto Alegre, Brasil y Laura que murió el 2 de julio de 1989. 
Su primera esposa, Odette de Oliveira, murió el 24 de julio de 1983. El 3 de agosto de 1984 el Obispo Barbieri se casó con Delina Díaz, ex Diácono de la Iglesia Metodista en Argentina y devota secretaria por más de 50 años.
Barbieri murió el 13 de febrero de 1991. Al momento de su muerte tenía 14 nietos y 12 bisnietos.

## Producción literaria
Escribió alrededor de 45 volúmenes de comentarios cristianos, poesía, drama e historias religiosas en portugués, español, italiano e inglés. Entre sus obras literarias en inglés, cabe mencionar: "Corrientes espirituales en América Latina" y "Tierra de El Dorado". Un grupo de amigos brasileños interesados en las obras literarias del Obispo Barbieri, crearon en 1978 el "Fondo Editorial Sante Uberto Barbieri" con la intención de publicar sus libros. El primero publicado fue "Coloquios Intimos", inspirado en el Evangelio de Marcos; contiene 365 poemas devocionales. Lo publicado en portugués y en español.
En abril de 1982 fue galardonado con "La cita de la sala superior de 1982" en una ceremonia que tuvo lugar en la Iglesia Metodista Central de Porto Alegre, Brasil. En esa ocasión, se lanzó la "Antología de Poemas y Prosa" en inglés. La publicación está disponible en español.
En 1987 recibió un premio por su participación en un concurso poético. Presentó una recopilación de poemas bajo el título de "Pinceladas poéticas"